# Mohammed Odriss
Mohammed Odriss (Tegelen, 19 september 2004) is een Nederlandse voetballer die doorgaans speelt als middenvelder.

## Clubcarrière
Odriss speelde kort bij de plaatselijke amateurclub SC Irene alvorens hij in 2013 de overstap maakte naar VVV-Venlo, waar hij de jeugdopleiding doorliep. Tijdens de voorbereiding op het seizoen 2023/24 liet trainer Rick Kruys hem met negen andere jeugdspelers aansluiten bij de selectie van het eerste elftal. Daar maakte de 18-jarige middenvelder zijn competitiedebuut tijdens het met 1-3 verloren openingsduel tegen MVV Maastricht op 13 augustus 2023, toen hij als invaller in de 64e minuut in het veld kwam voor Elias Sierra. Op 21 maart 2024 tekende Odriss zijn eerste profcontract dat hem tot 1 juli 2026 aan VVV verbond, met een optie voor een extra seizoen.

### Clubstatistieken
| 2023/24                               | VVV-Venlo | Eerste divisie | 18 | 0 | 0 | 0 | — | — | 18 | 0 |
| 2024/25                               | VVV-Venlo | Eerste divisie | 3  | 0 | 1 | 0 | — | — | 4  | 0 |
| 2025/26                               | VVV-Venlo | Eerste divisie | 0  | 0 | 0 | 0 | — | — | 0  | 0 |
| Totaal                                | Totaal    | Totaal         | 21 | 0 | 1 | 0 | 0 | 0 | 22 | 0 |
| Bijgewerkt tot en met 29 oktober 2024 |           |                |    |   |   |   |   |   |    |   |